# Margueron
 Margueron  là một xã thuộc tỉnh Gironde trong vùng Aquitaine tây nam nước Pháp.